# Антиплоский сдвиг
Антиплоский сдвиг или антиплоская деформация — частный случай напряжённо-деформированного состояния упругого тела. Такое состояние возникает когда поле перемещений является нулевым в рассматриваемой плоскости, но ненулевым в направлении, перпендикулярном к плоскости. В случае малых деформаций тензор деформаций может быть записан в виде
{\displaystyle {\underline {\underline {\varepsilon }}}={\begin{bmatrix}0&0&\varepsilon _{13}\\0&0&\varepsilon _{23}\\\varepsilon _{13}&\varepsilon _{23}&0\end{bmatrix}}}
если рассматривается плоскость {\displaystyle Ox_{1}x_{2}} и вектор перемещений сонаправлен с осью {\displaystyle Ox_{3}} .

## Перемещения
В состоянии антиплоского сдвига поле перемещений (в прямоугольных декартовых координатах) имеет вид:
{\displaystyle u_{1}=u_{2}=0~;~~u_{3}=u_{3}(x_{1},x_{2})}
где {\displaystyle u_{i},~i=1,2,3} перемещения в направлениях осей {\displaystyle x_{1},x_{2},x_{3}}.

## Напряжения
Для изотропного, линейно упругого материала, тензор напряжений, вытекающий из состояния антиплоского сдвига, может быть представлен в виде
{\displaystyle {\boldsymbol {\sigma }}\equiv {\begin{bmatrix}\sigma _{11}&\sigma _{12}&\sigma _{13}\\\sigma _{12}&\sigma _{22}&\sigma _{23}\\\sigma _{13}&\sigma _{23}&\sigma _{33}\end{bmatrix}}={\begin{bmatrix}0&0&\mu ~{\cfrac {\partial u_{3}}{\partial x_{1}}}\\0&0&\mu ~{\cfrac {\partial u_{3}}{\partial x_{2}}}\\\mu ~{\cfrac {\partial u_{3}}{\partial x_{1}}}&\mu ~{\cfrac {\partial u_{3}}{\partial x_{2}}}&0\end{bmatrix}}}
где {\displaystyle \mu } - модуль сдвига материала.

## Уравнения равновесия в случае антиплоского сдвига
В общем случае имеют место три уравнения равновесия. Однако, для антиплоского сдвига в предположении, что компоненты вектора массовых сил в направлении осей {\displaystyle x_{1}} и {\displaystyle x_{2}} равны нулю, они сводятся к одному уравнению следующего вида:
{\displaystyle \mu ~\Delta u_{3}+b_{3}(x_{1},x_{2})=0}
где {\displaystyle b_{3}} - компонента вектора массовых сил, направленная вдоль оси {\displaystyle x_{3}} и {\displaystyle \Delta u_{3}={\cfrac {\partial ^{2}u_{3}}{\partial x_{1}^{2}}}+{\cfrac {\partial ^{2}u_{3}}{\partial x_{2}^{2}}}}.
Отметим, что такое уравнение подходит только для случая бесконечно малых деформаций.

## Приложения
Гипотеза антиплоского сдвига используется при определении напряжений, вызванных винтовой дислокацией.